# Mieczysław Martyn
Mieczysław Martyn (ur. 1 stycznia 1922 w Lublinie, zm. ?) – polski działacz państwowy, I sekretarz Komitetu Miejskiego PZPR w Lublinie (1958–1963), przewodniczący Prezydium Miejskiej Rady Narodowej w Lublinie (1963–1972).

## Życiorys
Syn Andrzeja. Należał do Związku Młodzieży Polskiej, pełnił funkcję kierownika Wydziału Kadr Zarządu Wojewódzkiego ZMP w Lublinie (1949–1950) oraz przewodniczącego tego zarządu (1950–1952). W 1947 wstąpił do Polskiej Partii Robotniczej, wraz z nią w 1948 dołączył do Polskiej Zjednoczonej Partii Robotniczej (był delegatem na zjazd zjednoczeniowy PPR i PPS). Między 1952 a 1957 kierownik i zastępca kierownika w Wydziale Organizacyjnym Komitetu Wojewódzkiego PZPR w Lublinie. W 1957 został członkiem egzekutywy Komitetu Miejskiego PZPR w tym mieście, od 1957 do 1958 był w nim sekretarzem ds. organizacyjnych, a od czerwca 1958 do stycznia 1963 I sekretarzem. W latach 1960–1965 członek i członek egzekutywy Komitetu Wojewódzkiego PZPR w Lublinie. Od 1963 do 1972 pełnił funkcję przewodniczącego Prezydium Miejskiej Rady Narodowej w Lublinie.